# Ловешко
 Тази статия е за историко-географската област.  За административната област вижте Ловеч (област).  
Ловешко е историко-географска област в Северна България, около град Ловеч.
Територията ѝ съвпада приблизително с някогашната Ловешка околия, а днес включва основната част от общините Ловеч и Летница (без село Горско Сливово от Севлиевско), както и средните и северни части на община Угърчин (без селата Кирчево, Лесидрен и Славщица от Тетевенско). Разположена е в Предбалкана, обхващайки Ловчанските и Угърчинските височини и част от средното поречие на Осъм. Граничи с Плевенско на север, Свищовско и Търновско на североизток, Севлиевско на югоизток, Троянско и Тетевенско на юг и Луковитско на запад.